# Božec

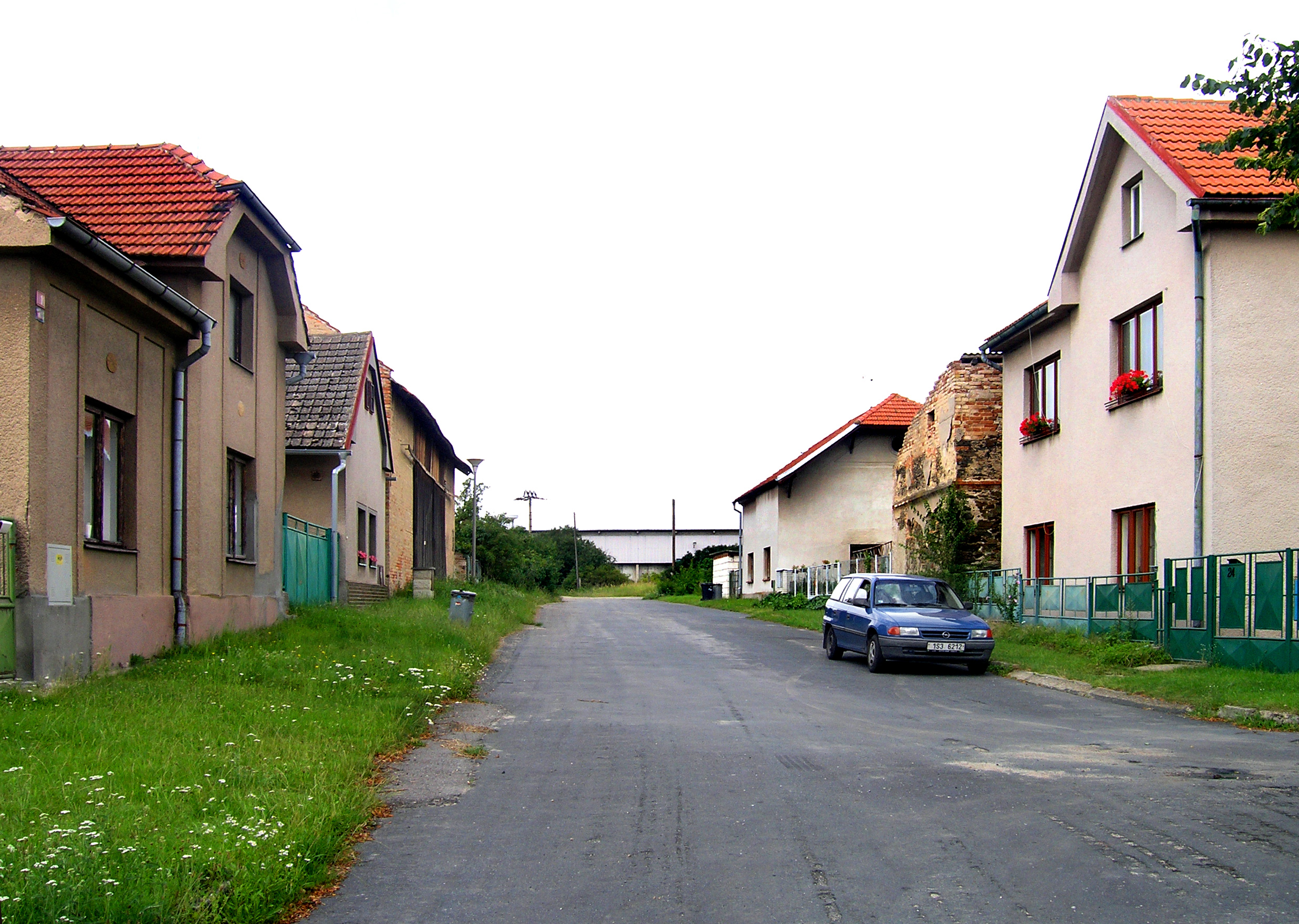
Ortsansicht

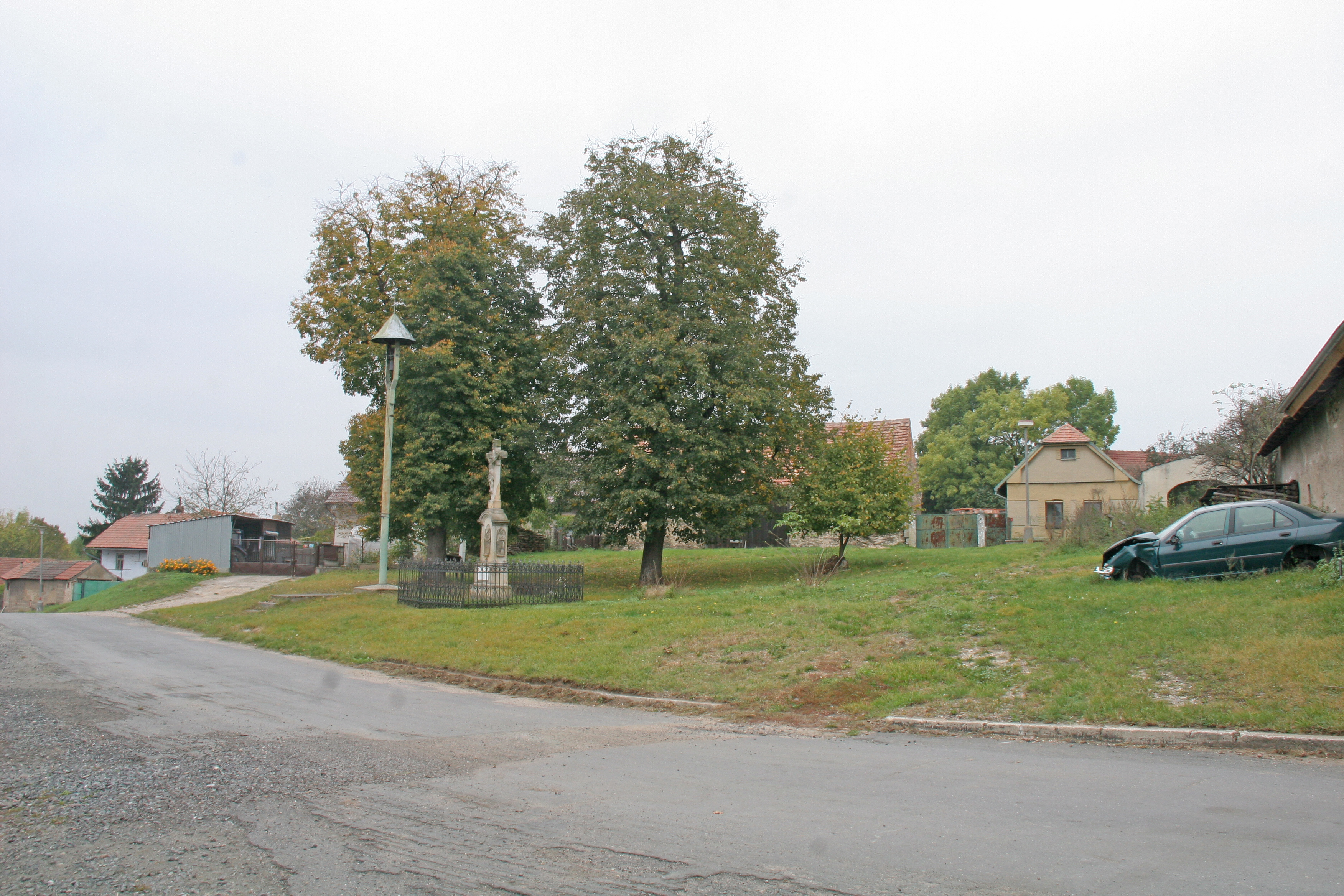
Dorfplatz

Božec (deutsch Boschetz) ist ein Ortsteil der Gemeinde Krakovany in Tschechien. Er liegt vier Kilometer nördlich von Týnec nad Labem und gehört zum Okres Kolín.

## Geographie
Božec befindet sich auf einer Anhöhe in der Středolabské tabule (Tafelland an der mittleren Elbe). Im Ort entspringt der Bach Předveský potok, er speist am südlichen Ortsrand eine Kaskade von sechs Teichen und Tümpeln. Nordöstlich des Dorfes liegt die Quelle der Svárava. Im Norden erhebt sich die Čížovka (251 m n.m.).
Nachbarorte sind Lipec im Norden, Kundratice, Rasochy und Uhlířská Lhota im Nordosten, Hlavečník im Osten, Selmice im Südosten, Krakovany und Týnec nad Labem im Süden, Veletov und Konárovice im Südwesten, Bělušice, Chrást und Němčice im Westen sowie Ohaře, Polní Chrčice und Dománovice im Nordwesten.

## Geschichte
Die erste schriftliche Erwähnung von Božec erfolgte 1371 als Besitz des Vladiken Čeněk von Kosice. Nachfolgende Grundherren waren Jan Korček von Božec und dessen Nachkommen. Später erwarben die Herren Slavata von Chlum und Koschumberg das Dorf. Anschließend gehörte das Dorf den Herren Klusák von Kostelec, die ihr Erbe zum Ende des 16. Jahrhunderts an König Rudolf II. verkauften. Dieser vereinigte das Gut 1607 mit der Herrschaft Podiebrad. 
Im Jahre 1833 bestand das im Bidschower Kreis gelegene Rustikaldorf Boschek bzw. Božek aus 24 Häusern, in denen 151 Personen, darunter drei protestantische Familien lebten. Boschek war eines der fünf Dörfer des Chrtschitzer oder Oberen Gerichts. Das Dorf war der katholischen Filialkirche in Lipetz (Pfarrei Elbe-Teinitz) zugewiesen, Schulort war Krakowan. Die Bewohner lebten von der Landwirtschaft, hauptsächlich wurden Zichorien angebaut. Bis zur Mitte des 19. Jahrhunderts blieb Boschek der k.k. Kameralherrschaft Podiebrad untertänig.
Nach der Aufhebung der Patrimonialherrschaften bildete Božce ab 1849 einen Ortsteil der Gemeinde Lipec im Gerichtsbezirk Chlumetz. Ab 1868 gehörte das Dorf zum Bezirk Neubydžow. 1869 hatte Božce 188 Einwohner und bestand aus 35 Häusern. Im Jahre 1900 lebten in Božce 189 Menschen, 1910 waren es 227. 1921 löste sich Božce von Lipec los und bildete eine eigene Gemeinde. Seit 1924 wird Božec als Ortsname verwendet. 1930 hatte Božec 180 Einwohner. Im Zuge der Gebietsreform von 1960 wurde Božec dem Okres Kolín zugeordnet. 1961 erfolgte die Eingemeindung nach Krakovany. Beim Zensus von 2001 lebten in den 43 Häusern von Božec 104 Personen.

## Gemeindegliederung
Der Ortsteil Božec bildet einen Katastralbezirk.

## Sehenswürdigkeiten
- Denkmal der Befreiung
- Steinernes Kreuz und Glockenbaum auf dem Dorfplatz
- Robovský-Eiche, Baumdenkmal